# 1594 a tudományban
Az 1594. év a tudományban és a technikában.

## Események
- Willem Barents első hajóútja a Jeges-tengeren azzal a céllal, hogy felkutassák a feltételezett északkeleti átjárót.

## Halálozások
- november 15. – Martin Frobisher angol tengerész, felfedező, három expedíciót vezetett Észak-Amerika partjaihoz az Északnyugati átjárót keresve (* 1535)
- december 2. – Gerardus Mercator flamand matematikus, térképész, földrajztudós. Többek között az általa kifejlesztett Mercator-vetület őrizte meg nevét az utókornak (* 1512)